# Ględy (Łukta)
Ględy (deutsch Gallinden) ist ein Ort in der polnischen Woiwodschaft Ermland-Masuren. Es gehört zur Gmina Łukta (Landgemeinde Locken) im Powiat Ostródzki (Kreis Osterode in Ostpreußen).

## Geographische Lage
Ględy liegt im Westen der Woiwodschaft Ermland-Masuren, 22 Kilometer nordöstlich der Kreisstadt Ostróda (deutsch Osterode in Ostpreußen).

## Geschichte
Das Dorf Gallinden wurde 1348 erstmals urkundlich erwähnt. Von 1874 bis 1945 gehörte es zum Amtsbezirk Falkenstein (polnisch Zajączkowo) im Kreis Osterode in Ostpreußen. Im Jahre 1910 waren in Gallinden 461 Einwohner gemeldet. Ihre Zahl belief sich 1933 auf 365 und 1939 auf 290.
Als 1945 in Kriegsfolge das gesamte südliche Ostpreußen an Polen überstellt wurde, war auch Gallinden davon betroffen. Das Dorf erhielt die polnische Namensform „Ględy“ und ist heute mit dem Sitz eines Schulzenamtes eine Ortschaft im Verbund der Landgemeinde Łukta (Locken) im Powiat Ostródzki (Kreis Osterode in Ostpreußen), bis 1998 der Woiwodschaft Olsztyn, seither der Woiwodschaft Ermland-Masuren mit Sitz in Olsztyn (Allenstein) zugehörig.

## Kirche
Bis 1945 war Gallinden in die evangelische Kirche Locken in der Kirchenprovinz Ostpreußen der Kirche der Altpreußischen Union, außerdem in die römisch-katholische Kirche Osterode in Ostpreußen eingepfarrt.
Heute gehört Ględy katholischerseits zur Pfarrei Nowe Kawkowo (Neu Kockendorf) im Erzbistum Ermland sowie evangelischerseits zur Kirche Łęguty (Langgut), einer Filialkirche von Ostróda in der Diözese Masuren der Evangelisch-Augsburgischen Kirche in Polen.

## Verkehr
Ględy liegt an einer Nebenstraße, die von Mostkowo (Brückendorf) nach Wilnowo (Willnau) führt. Eine Bahnanbindung besteht nicht.